# L7
L7 – amerykański, feministyczny zespół grungeowy i punkrockowy riot grrrl, utworzony w 1985 przez Donitę Sparks oraz Suzi Gardner. Niebawem do zespołu dołączyły Jennifer Finch oraz Dee Plakas.

## Historia
Nazwa zespołu pochodzi od slangowego terminu z lat 50. – „square”, który oznacza osobę uczciwą i tradycjonalistyczną, choć często mylnie traktuje się je (L7) jako odwołanie do seksualnej pozycji „69”. „L7” to także: pierwsza litera słowa „lesbian” (w języku angielskim – lesbijka), oraz liczba liter w tymże słowie. „L7” jest słyszalna w klasycznej piosence „Wooly Bully” zespołu Sam the Sham & the Pharaohs (Let's not be L7, come and learn to dance...). W swoim utworze „Bustin' Out” (L7 – just a little too damn straight...) używa jej także Rick James.
W 1991 członkinie zespołu stworzyły Rock for Choice – grupę walczącą o prawo kobiet do aborcji. Rock for Choice wspierały znaczące w erze grunge'u zespoły muzyczne jak: Pearl Jam, Red Hot Chili Peppers, Nirvana, Rage Against the Machine.
Jeden z najbardziej spektakularnych momentów w historii L7 miał miejsce podczas występu na angielskim Reading Festival w 1992.
Wtedy to Donita Sparks rzuciła zużytym tamponem w publiczność krzycząc: „Eat my used tampon, motherfuckers!”. Miał to być protest przeciwko tłumowi rzucającemu błotem w stronę sceny.
Innym razem, w emitowanym późno w nocy angielskim programie rozrywkowym The Word Sparks ściągnęła majtki.
Podczas koncertu w Londynie w 2000 roku jako nagrodę w zorganizowanej przez siebie loterii dziewczyny zaoferowały noc z perkusistką Demetrą Plakas.
Od 2001 roku zespół nie koncertuje, a Donita Sparks zaczęła solową karierę z zespołem Donita Sparks and The Stellar Moments, który w lutym 2008 wydał debiutancką płytę „Transmiticate”.
W 2014 roku zespół wznowił działalność.

## Skład zespołu
- Donita Sparks – gitara / wokal (założycielka)
- Suzi Gardner – gitara / wokal (założycielka)
- Jennifer Finch – gitara basowa / wokal (1987–1996, 2014–obecnie)
- Demetra Plakas – perkusja / wokal (1988–2000, 2014–obecnie)

## Byli członkowie zespołu
- Gail Greenwood – gitara basowa / wokal (1996–1999)
- Roy Koutsky – perkusja (1987–1988)
- Janis Tanaka – gitara basowa (2000)

## Dyskografia

### Albumy
| Rok  | Tytuł                               | Wytwórnia           | Notki                                                   |
| 1988 | L7                                  | Epitaph Records     | Debiut                                                  |
| 1990 | Smell the Magic                     | Sub Pop             | W 1991 uzupełniony trzema dodatkowymi piosenkami        |
| 1992 | Bricks Are Heavy                    | Slash Records       | 1. miejsce na liście Billboard Heatseekers              |
| 1994 | Hungry for Stink                    | Slash Records       | 2. miejsce Billboard Heatseekers                        |
| 1997 | The Beauty Process: Triple Platinum | Slash Records       | Pierwszy album bez basistki Jennifer Finch              |
| 1998 | Live: Omaha To Osaka                | Man's Ruin Records  | Album live                                              |
| 1999 | Slap-Happy                          | Wax Tadpole Records | Ostatni studyjny album                                  |
| 2000 | The Slash Years                     | Slash Records       | Kompilacja popularnych piosenek zespołu z lat 1992-1997 |

### Single i EPki
| Rok  | Tytuł                | Album                               |
| 1990 | „Shove”              | Smell the Magic                     |
| 1992 | „Pretend We're Dead” | Bricks Are Heavy                    |
| 1992 | „Everglade”          | Bricks Are Heavy                    |
| 1992 | „Monster”            | Bricks Are Heavy                    |
| 1994 | „Andres”             | Hungry for Stink                    |
| 1997 | „Drama”              | The Beauty Process: Triple Platinum |
| 1997 | „Off the Wagon”      | The Beauty Process: Triple Platinum |
| 1999 | „Freeway”            | Slap-Happy                          |
| 1999 | „Mantra Down”        | Slap-Happy                          |

### Video
- 1991 – „Fast and Frightening”
- 1992 – „Pretend We're Dead”
- 1992 – „Everglade”
- 1992 – „Monster”
- 1994 – „Andres”
- 1994 – „Stuck Here Again”
- 1999 – The Beauty Process – dokument o grupie autorstwa reż. Krist Novoselic

### Gościnnie
- The Melting Plot – „Yummy Yummy” (1988)
- Tantrum – „Bite The Wax Tadpole” (1988)
- Radio Tokyo Tapes – „Sweet Sex” (1989)
- Gabba Gabba Hey: A Tribute to the Ramones – „Suzy is a Headbanger” (1989)
- Virus 100 – „Let's Lynch the Landlord” (1989)
- The Big One/City of L.A. – „American Society” (1990)
- Every Band Has A Shonen Knife Who Loves Them – „Bags” (1990)
- Teriyaki Asthma – „Bloodstains” (1990)
- International Pop Underground – „Packin' A Rod” (1991)
- Alternative NRG – "Shitlist" (1994)
- Natural Born Killers Soundtrack – „Shitlist” (1994)
- The Grunge Years – „Shove” (1994)
- Serial Mom Soundtrack – „Gas Chamber” (1994)
- Tank Girl Soundtrack – „Shove” (1995)
- Spirit of '73: Rock For Choice – „Cherry Bomb” Joan Jett (1995)
- The Jerky Boys Soundtrack – „Hangin' on the Telephone” (1995)
- Foxfire Soundtrack – „Shirley” (1996)
- Twisted Willie – „Three Days” Waylon Jennings (1996)
- A Small Circle of Friends – „Lion's Share” (1996)
- I Know What You Did Last Summer – „This Ain't The Summer of Love” (1997)
- Free the West Memphis 3 – „Boys in Black” (2000)
- Grand Theft Auto: San Andreas Official Soundtrack Boxset – „Pretend We're Dead” (2004)